# Жан-Марі Ле Пен
Жан-Марі Ле Пен (фр. Jean-Marie Le Pen; 20 червня 1928, Ла-Триніте-сюр-Мер, Франція — 7 січня 2025, Гарш, Франція) — французький праворадикальний політик, засновник та президент партії (1972—2011) Національний фронт, колишній депутат французького та європейського парламентів. Колишній кандидат на посаду президента Франції.

## Біографія
Народився в маленькому селі на атлантичному узбережжі Франції, у провінції Бретань, у родині рибалки та кравчині. 1942 року він осиротів, коли його батько підірвався на міні під час рибалки і Ле Пен став так званим «національним сиротою» (фр. pupille de la nation), тобто виховувався на державні кошти. На кошти держави він навчався в єзуїтській школі. Під час німецької окупіації намагався приєднатися до руху опору, але йому відмовили. Після закінчення ліцею він поступив на юридичний факультет у Парижі та став головою студентської асоціації факультету.
У 50-ті рр. був активістом націоналістичних організацій. В одній з вуличних бійок з комуністами йому пошкодили ліве око, зір на якому так і не відновився.
1953 року організував групу студентів-добровольців для допомоги населенню Нідерландів, постраждалому від масштабної повені.
Після закінчення університету пішов на службу до Іноземного Легіону і 1954 року був направлений до Індокитаю. Свою службу у легіоні він продовжив на Суецькому каналі, вже після укладення перемир'я. 1957 року служив у французькій розвідці в Алжирі. Його політичні супротивники звинувачували його в причетності до тортур алжирських повстанців, але ці звинувачення не довели, а сам Ле Пен їх категорично заперечував.
Після закінчення служби він продовжив навчання на юридичному факультеті та згодом почав вивчати ще й політологію. Після поразки на парламентських виборах 1962 року Ле Пен займався підприємництвом — організував звукозаписну компанію SERP (фр. Société d'étude et de relations publiques, укр. Товариство вивчення суспільних відносин)
26 червня 1960 він одружився з П'єретт Лола (фр. Pierrette Lalanne) — у них народилося 3 дочки. 1985 (за іншими даними — 1984 або 1986) року вони розлучилися. Повторно одружився 31 травня 1991 із Жанною-Марі (Жані) Пашо (фр. Jeanne-Marie Paschos dite Jany). Одна з його дочок, Марін Ле Пен, стала його найближчою політичною соратницею, зокрема взяла активну участь у кампанії 2007 року.

## Політичне життя
Політичне життя Ле Пена почалося в Тулузі, де він став головою студентської спілки після закінчення служби в Алжирі. Пізніше, 1956 р. в Парижі його обрали до Національних зборів. У віці 28 років Ле Пен став наймолодшим на той момент депутатом парламенту. Наступного року він став головою національної ветеранської організації. 1965 року Ле Пен керував передвиборною кампанією одного з праворадикальних політиків, згодом втратив місце в парламенті та 1972 року заснував Національний фронт.
1974 року він вперше балотувався на посаду президента Франції й здобув лише 0,74 %. В інших президентських перегонах у 1981 він знову програв кандидату від Соціалістичної партії Франсуа Міттерану. Його політична програма була спрямована проти нелегальної імміграції, мусульманських екстремістів і отримала певну підтримку серед виборців Франції, особливо на півдні країни. У виборах до Європейського парламенту 1984 р. Національний фронт отримав 10 % голосів. Після парламентських вибрів у 1986 р. 34 депутатів від «фронту» потрапило до парламенту разом з Ле Пеном.
У наступних виборах до Європарламенту у 1984 та 1999 Ле Пен знову ввійшов до парламенту. Однак після бійки в парламенті, 10 квітня 2003 його позбавили депутатського мандата. Ще раніше його позбавляли парламентського імунітету після судових позовів з Німеччини у звинуваченнях поширення неонацистських поглядів і запереченні Голокосту. У червні 1999 його визнали винним та оштрафували. Сам Ле Пен наголошує, що не заперечує Голокост, але вважає його незначною подією і «дрібницею» в історії Другої світової війни.
Найбільшим політичним успіхом Ле Пена була участь у президентських виборах 2002 року, коли за нього у першому турі проголосувало 16,7 % виборців. Вийшовши у другий тур, він змагався за президентське крісло з Жаком Шираком, який зрештою переміг з 82 % голосів і став президентом. Ставши, таким чином одним з відомих політиків Франції Ле Пен залишався довгий час на політичній арені, користуючись підтримкою певної частини французького електорату. Основою його політичної програми залишаються питання обмеження імміграції, відновлення смертної кари, призову до армії. Він також є євроскептиком і виступає за обмеження участі Франції у ЄС. Згодом до нього приєдналася його наймолодша дочка Марін, яка теж стала одним з провідних членів Національного фронту. 16 січня 2011 року Жан-Марі Ле Пен пішов у відставку з посади голови Національного фронту, обіймав посаду почесного голови партії до 2015 року. Його молодшу дочку Марін Ле Пен обрали головою Національного Фронту.
У листопаді 1990 року Ле Пен відвідав Ірак, де зустрічався з президентом Саддамом Хусейном і домігся звільнення 55 французьких заручників
Після підписання 1992 року Маастрихтського договору протестував проти інтеграції країн у рамках Європейського союзу, який вважав небезпечною для інтересів Франції.
2003 року Європейський суд позбавив його депутатського мандата Європарламенту: це зробили на підставі французького судового рішення 1998 року (у ході парламентської виборчої кампанії він вдарив кандидата-соціаліста) та постанови Державної Ради Франції.
20 серпня 2015 Національний фронт заявив, що виключив з лав партії свого колишнього лідера. У заяві партії зазначено, що 87-річний Жан-Марі Ле Пен отримає «коротке повідомлення» щодо партійного рішення.

### Судові рішення та скандальні висловлювання
Ле Пен неодноразово фігурував у різних скандалах. Зокрема його звинувачували в антисемітизмі і фашизмі. Загалом Ле Пен притягувався до суду і був засуджений 25 разів, у тому числі за «пропаганду фашизму» (1965), «виправдання військових злочинів» (1971, 1986), «за розпалювання міжрасової ненависті» (1987), «за розпалювання антисемітизму» (1986), а також «за спробу перегляду злочинів проти людяності» (1991)
У серпні 1965 р. за випуск платівки із нацистськими маршами Ле Пена звинуватили у пропаганді фашизму і засудили до двох місяців в'язниці та значного грошового штрафу.
Виступаючи 14 листопада 2002 на телеканалі LCI Ле Пен охарактеризував політику Дж. Буша щодо Іраку так: «Якби Гітлер здійснив четверту частину всього цього, над ним учинили б повселюдний суд совісті».
2004 року паризький суд засудив лідера НФ до штрафу за підбурювання до расової ненависті, приводом для судового вердикту слугували висловлювання на адресу мусульман, сказані Ле Пеном в інтерв'ю газеті Monde в квітні 2003 року:

| Того дня, коли у Франції буде не п'ять мільйонів, а 25 мільйонів мусульман, вони будуть командувати. І французи будуть тулитися до стін, пробиратися по тротуарах, опустивши очі. А коли вони не будуть цього робити, у них запитають: що це ти так на мене дивишся? нариватися на бійку? І вам залишиться тільки тікати, інакше отримаєте прочухана. |
У липні 2006 набуло широкого розголосу висловлювання Ле Пена про те, що французи не почувають себе солідарними з національною футбольною командою, тому що в збірній багато «кольорових гравців».
Ле Пен вважає «недоліком» те, що виходець із сім'ї іммігрантів Саркозі є євреєм по матері — на його думку, це робить Саркозі менш придатним для управління країною. «Мосьє Саркозі не має того минулого, яке формує дійсного представника нації. Наявність трьох бабусь-іноземок — не найкраща якість для майбутнього президента», — заявив з цього приводу Ле Пен.
В одній зі своїх книг Ле Пен, звертаючись до простих французів, писав: «Завтра іммігранти облаштуються у вас, їстимуть ваш суп і спатимуть з вашою дружиною, вашою дочкою і вашим сином».
Також Ле Пен неодноразово говорив: «У євреїв є Ізраїль, у злодіїв і педерастів є Америка, але Франція у французів тільки одна і ніякої іншої ви не створите. Нам залишається боротися у Франції за французів».

#### Заперечення Голокосту
Ле Пен відомий своєю симпатією до ревізіонізму Голокосту, зокрема, його звинувачували в тому, що він не заперечує проти поширення ревізіонізму Голокосту, у тому числі й серед членів своєї партії, і схвально ставиться до робіт ревізіоністів як історичних досліджень. Він також зробив декілька провокаційних заяв, що стосуються Голокосту. Найвідомішим став його вислів, зроблений під час інтерв'ю у вересні 1987 року, у якому він заявив щодо газових камер:

| Я не кажу, що газові камери не існували. Я не міг бачити їх на власні очі. І я спеціально не вивчав цього питання. Але я вважаю, що це лише деталь історії Другої світової війни |
Через цю заяву Ле Пена засудили французькі суди на підставі закону Гейссо до штрафу в понад 140 тисяч франків за шокуючі висловлювання та серйозний замах на пам'ять, повагу та милосердя до тих, хто пережив геноцид, та їхніх родин. Відомий ревізіоніст Робер Форрісон написав, що з цією заявою не погодиться жоден ревізіоніст. Ле Пен повторив цю заяву про газові камери як «деталь» 5 грудня 1997 року в Мюнхені, зазначивши, що не вважає її зневажливою чи презирливою. За це його засудив французький суд до компенсації моральних збитків 11 організаціям та штрафу в 300 тисяч франків на публікацію судового рішення. Німецький суд не визнав у його діях заперечення Голокосту, але оштрафував його за розпалення расової ненависті шляхом огошлення Голокосту, що теж є злочином у Німеччині.
У скандальному інтерв'ю журналу «Бретон» (опублікованому проти волі Ле Пена, який просив не публікувати інтерв'ю), коли Ле Пен назвав газові камери «незначною деталлю в історії Другої світової війни», журналіст із «Бретон» звернув його увагу на те, що «людей депортували і поміщали в табори тільки для того, щоб вбити їх», Ле Пен відповів:

| Але це тому, що ви вірите в це. А я не відчуваю себе зобов'язаним розділяти такий погляд. Я констатую, що в Аушвіці був завод IG Farben, на якому працювали 80 000 робітників. Наскільки мені відомо, у будь-якому разі ці люди не були ні спалені, ні отруєні газом. |
Висловлювання Ле Пена відразу ж засудили за «негаціонізм» (ревізіонізм) політичні діячі та асоціації. «Представницька рада єврейських організацій у Франції» (CRIF) вважає, що колишній кандидат на пост президента Франції, «зазнав політичної поразки» і зробив ще один крок «на шляху негаціонізму» з однією лише метою, щоб «про нього говорили». Партія «Рух молодих соціалістів» засудила Ле Пена за «чітко виражений ревізіонізм». Напередодні наступних виборів до Європарламенту Французька Ліга боротьби з расизмом і антисемітизмом, лідер фракції соціалістів у Європарламенті Мартін Шульц та низка інших політиків закликали Європарламент позбавити Ле Пена депутатської недоторканності, оскільки, на їхню думку, Ле Пен заперечує Голокост і відтак не має права головувати на сесії, а має перебувати на лаві підсудних. Представник Центру Симона Визенталя вважає, що Ле Пен заперечував існування газових камер у таборах смерті та всіляко прагнув применшити значення Голокосту.